# حوطة النور (القطن)
'

تعديل مصدري - تعديل

حوطة النور هي إحدى قرى عزلة القطن بمديرية القطن التابعة لمحافظة حضرموت، بلغ تعداد سكانها 297 نسمة حسب تعداد اليمن لعام 2004.